# 636 (číslo)
Šest set třicet šest je přirozené číslo. Následuje po čísle šest set třicet pět a předchází číslu šest set třicet sedm. Římskými číslicemi se zapisuje DCXXXVI a řeckými číslicemi χλς.

## Matematika
636 je:
- Abundantní číslo
- Složené číslo
- Palindromické číslo
- Nešťastné číslo

## Astronomie
- (636) Erika je planetka hlavního pásu, kterou objevil v roce 1907 Joel Hastings Metcalf

## Roky
- 636
- 636 př. n. l.